# جایزه ساترن بهترین فیلم علمی-تخیلی
جایزه ساترن بهترین فیلم علمی تخیلی یکی از جوایز ساترن است که از سال ۱۹۷۲ هر ساله توسط آکادمی فیلم‌های علمی-تخیلی، فانتزی و ترسناک به بهترین فیلم در ژانر علمی تخیلی سال قبل اهدا می‌شود.